# Ötscherbach
Der Ötscherbach ist ein etwa neun Kilometer langer linker Nebenfluss der Erlauf in den Ybbstaler Alpen auf dem Gemeindegebiet von Mitterbach am Erlaufsee in Niederösterreich und liegt im Naturpark Ötscher-Tormäuer. Ab dem Schleierfall – rund drei Kilometer nach der Quelle – fließt der Bach im sogenannten Ötschergraben.

## Ötscherbach
Der Bach entspringt auf einer Höhe von rund 1100 Meter bei den Türndlmäuern am Südwesthang des Ötschers und mündet auf einer Höhe von etwa 640 m und etwa 500 Meter vor dem Kraftwerk Wienerbruck am Stierwaschboden in die Erlauf. Der Fluss fließt streng von Westen nach Osten und entwässert dabei ein Gebiet von gut 38 km², welches den Südteil des Ötschers und den Nordteil der Gemeindealpe umfasst.

## Ötschergraben, Schleierfall, Mirafall
Der Ötschergraben ist ein tief eingeschnittener, klammartiger Graben mit einer Länge von etwa sechs Kilometer und erstreckt sich vom Schleierfall (47° 50′ 28″ N, 15° 13′ 7″ O) bis zum Stierwaschboden (Kraftwerk Wienerbruck). Oft wird als Bezeichnung die Mehrzahl verwendet, wobei dann zwischen dem Vorderen Ötschergraben, der Bereich zwischen Stierwaschboden und Jausenstation Ötscherhias (47° 50′ 37″ N, 15° 14′ 57″ O), 
und dem Hinteren Ötschergraben mit dem Schleier- und Mirafall (47° 50′ 40″ N, 15° 15′ 45″ O) 
unterschieden wird.

## Wege
Der Ötschergraben ist nur zu Fuß erreichbar. Durch den Graben führt ein gut ausgebauter und viel begangener Wanderweg. Auf etwa halbem Weg liegt die Jausenstation Ötscherhias, von dem ein Wanderweg Richtung Erlaufstausee und Bahnstation Erlaufklause abzweigt. Am Ende der Ötschergräben, direkt zwischen Gemeindealpe und Ötscher liegt das Schutzhaus Vorderötscher, wo (gegen Voranmeldung) auch übernachtet werden kann.
Die Klamm erreicht man auch entweder von Lackenhof aus über den Riffelsattel, oder über den Ötschergipfel und den Abstieg über den Rauen Kamm, oder von Wienerbruck (Bahnstation der Mariazellerbahn) aus durch den Lassinggraben. Eine weitere Möglichkeit ist vom Erlaufboden aus durch die Hinteren Tormäuer.

## Bildergalerie

Der Ötscherbach im Herbst, nahe Talschluss des Ötschergrabens
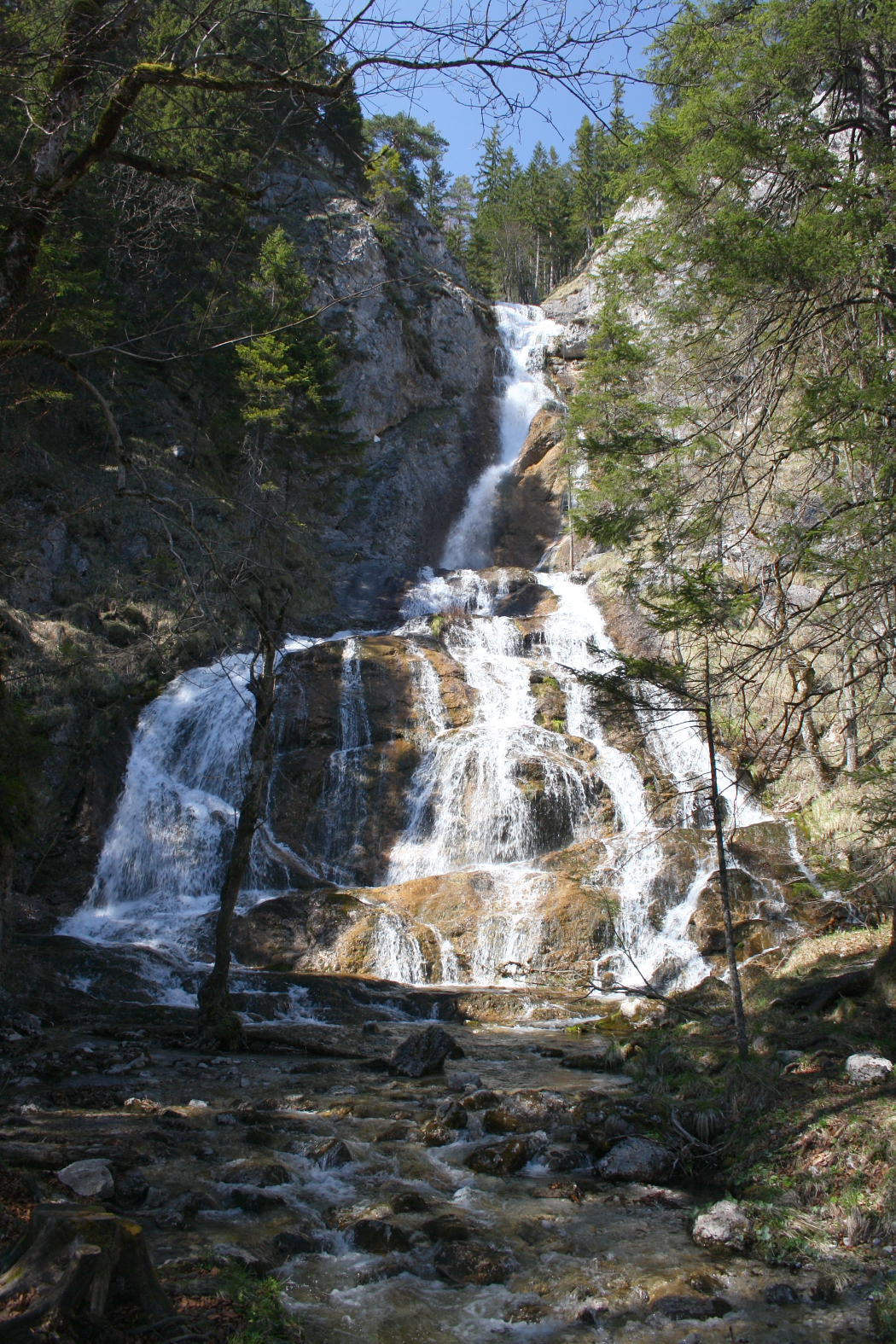
Der Schleierfall am Beginn des Ötschergrabens
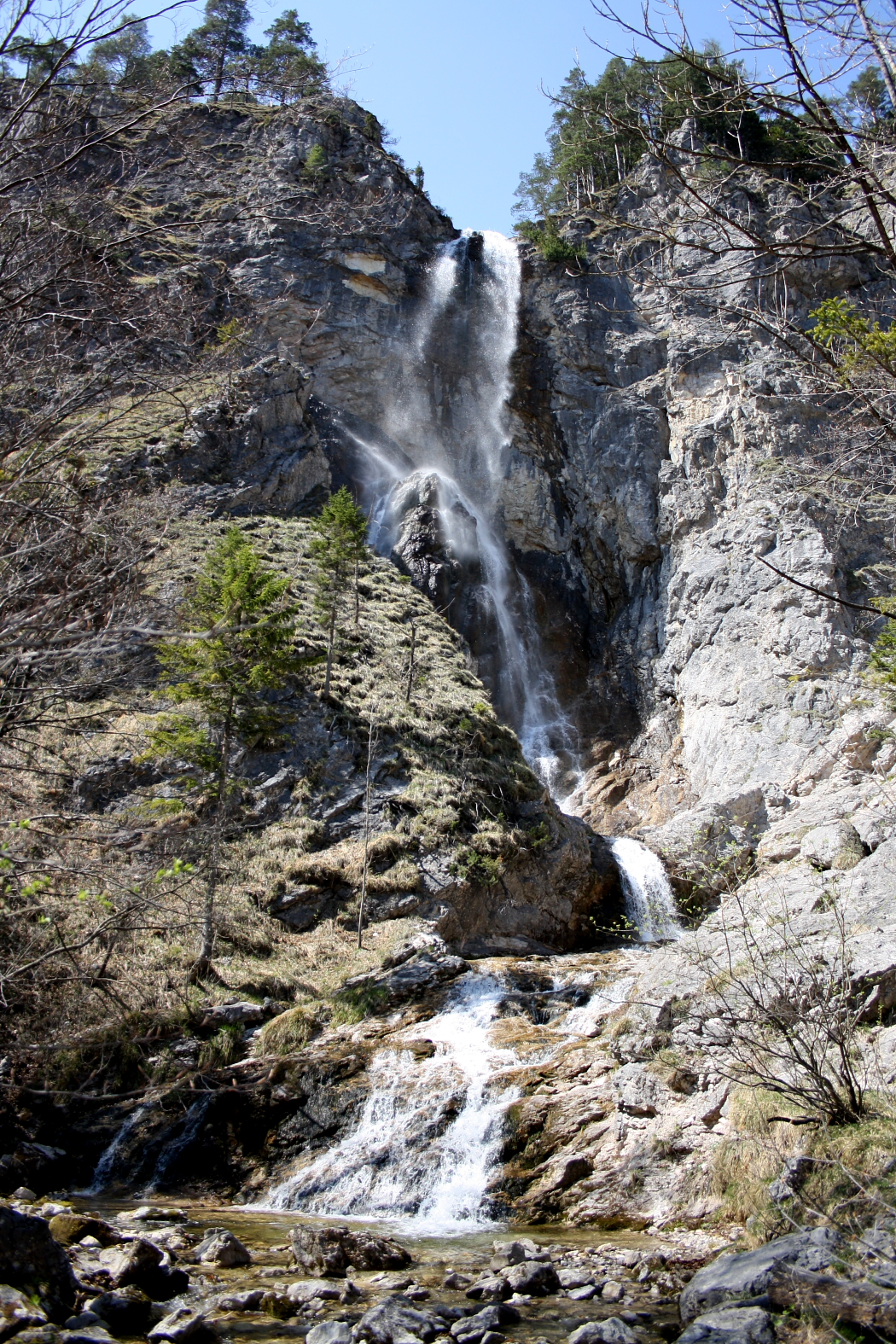
Der Mirafall zwischen dem Schleierfall und der Jausenstation
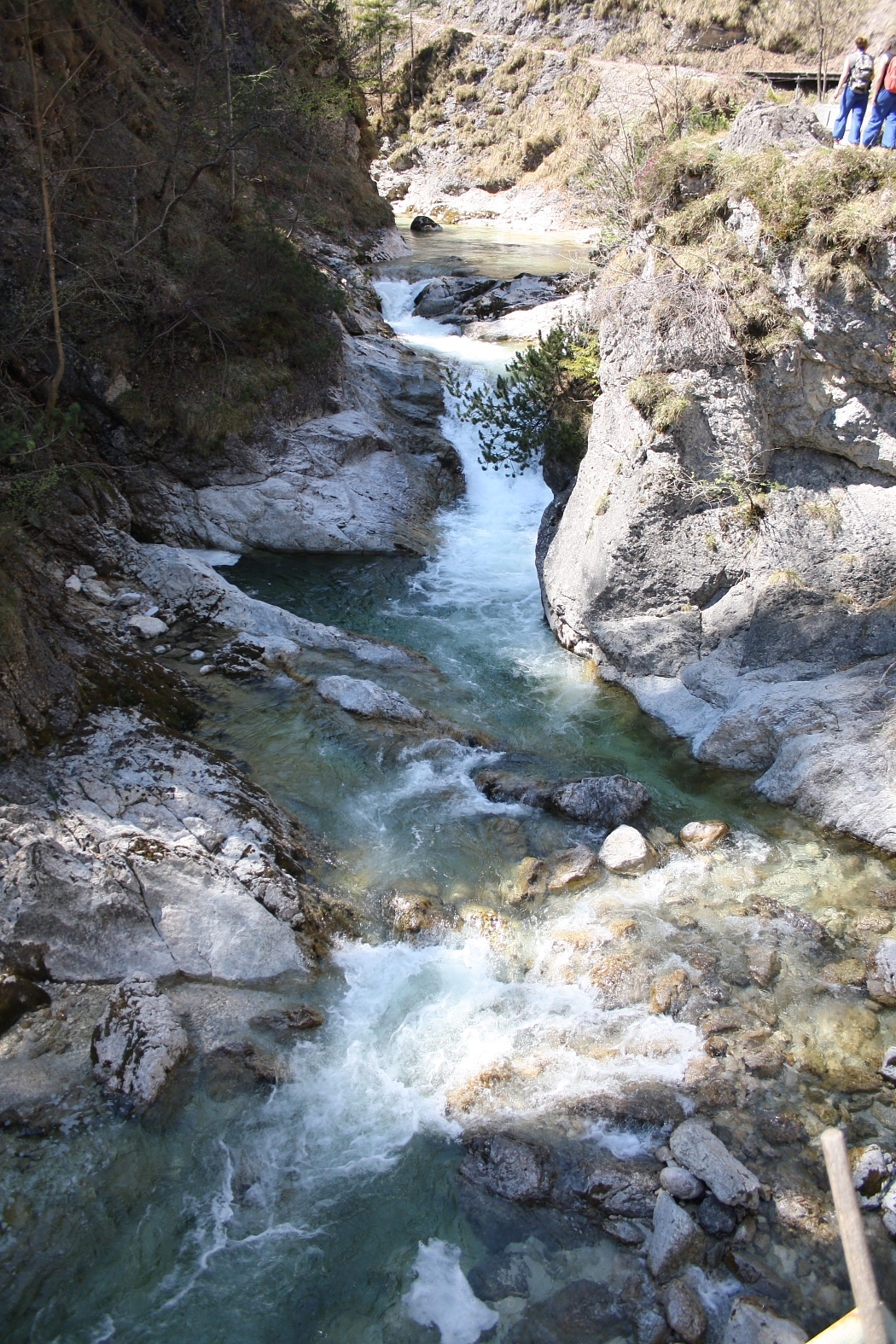
Der Ötscherbach kurz vor der Einmündung in die Erlauf
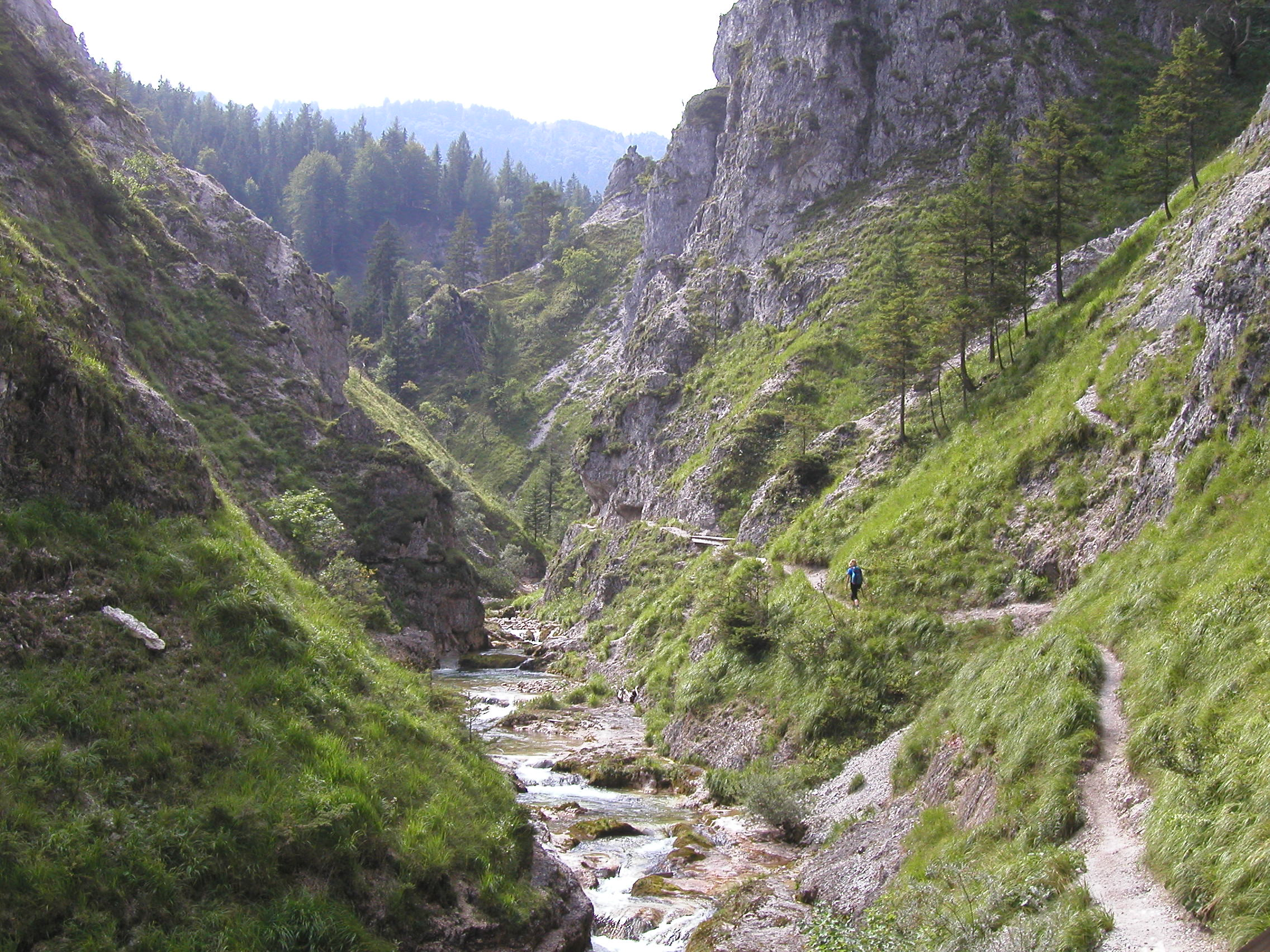
Der Ötscherbach am oberen Ende des Grabens